# Edmundo de Langley, 1.º Duque de Iorque
Edmundo de Langley,  KG (Kings Langley, 5 de junho de 1341 – Kings Langley, 1 de agosto de 1402) foi o 1.º Duque de Iorque e 1.º Conde de Cambridge. Ele era filho do rei Eduardo III de Inglaterra e de Filipa de Hainault.
O seu sobrenome oficial era Plantageneta; Langley refere-se a King's Langley, a propriedade do pai, em Hertfordshire, onde nasceu. Foi o fundador da Casa de Iorque, em contraposição a Dinastia de Lencastre, que fora fundada por seu irmão, João de Gante, duque de Lencastre.

## Juventude
Com a morte de seu padrinho, o Conde de Surrey, Edmundo recebe as terras do Conde, a norte do Trent, principalmente em Yorkshire. Em 1359 entra para o seu pai, o rei Eduardo III, em uma expedição militar mal sucedida na França e em 1361 foi feito Cavaleiro da Ordem da Jarreteira. Em 1362, com  21 anos, foi criado Conde de Cambridge pelo rei Eduardo III.

## Carreira Militar
Alguns argumentam que Edmundo tinha pouca aptidão para a guerra, mas ele tomou parte em várias expedições militares para a França no 1370, e quando sua tumba foi aberta na década de 1870 seu esqueleto mostrava evidências de ferimentos que sugerem fortemente que suas habilidades marciais têm sido sub-avaliadas. Em 1369, ele trouxe uma comitiva de 400 homens-de-armas e 400 arqueiros para servir com João de Hastings, conde de Pembroke, em campanha na Bretanha e Angoulême. No ano seguinte, entrou com Pembroke novamente em uma expedição para tomar a fortaleza de Belle Perche e depois acompanhou o Príncipe Negro na campanha que resultou no cerco e saque de Limoges. Em 1375, ele navegou com Edmundo Mortimer, 3.º Conde de March, para tomar a Brest, mas depois de algum sucesso inicial uma trégua foi declarada.
Ele foi nomeado Condestável de Castelo de Dover e Guardião de Cinque Ports em 12 de Junho 1376 e permaneceu até 1381. Ele agiu como Regente do Reino em 1394/95, quando Ricardo II fez campanha na Irlanda e presidiu o Parlamento em 1395. Ele também foi Regente do Reino em 1396 durante a breve visita do rei para a França para recolher a sua noiva Isabela, ainda criança. Duque Edmundo foi deixado como Regente do Reino, no verão de 1399, quando Ricardo II partiu para uma extensa campanha na Irlanda. No final de junho o exilado Henry Bolingbroke desembarcou em Bridlington, em Yorkshire. Edmundo levantou um exército para resistir a Bolingbroke e decidiu, em vez de se juntar a ele, por que ele foi bem recompensado. Ele depois se manteve leal ao novo regime de Lancastre quando Bolingbroke derrubou Ricardo II para se tornar rei Henrique IV.

### Papel na história portuguesa

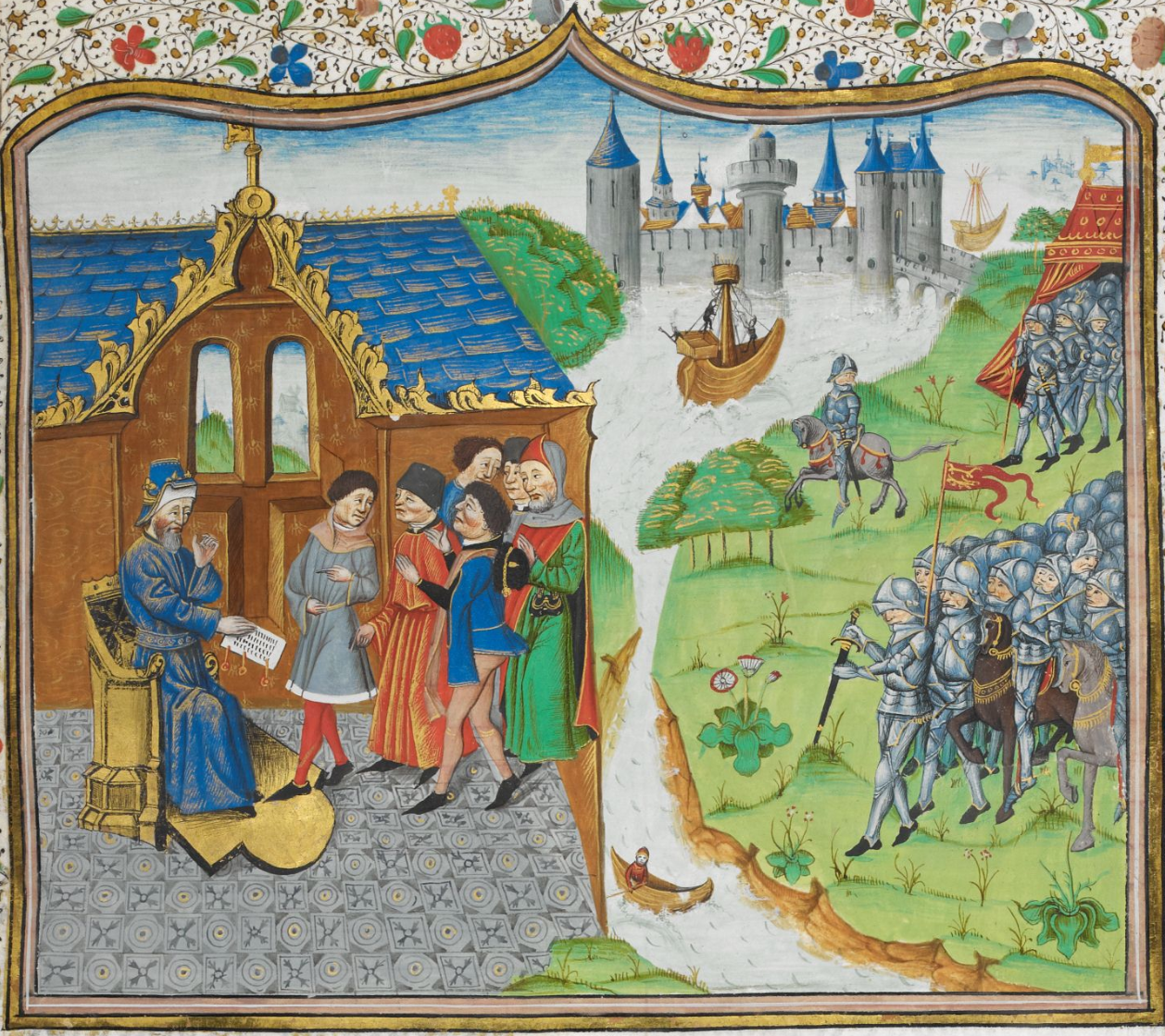
Edmundo de Langley perante o rei D. Fernando I, em iluminura da Crónica de Inglaterra (Jean de Wavrin).

Edmundo foi o comandante da frota enviada por Eduardo III, seu pai, a Portugal, no contexto da terceira guerra fernandina (1381-1382), destinada a auxiliar o rei Fernando I de Portugal nas suas pretensões à coroa de Castela; aí permaneceu o segundo semestre de 1381, com a armada debaixo do seu comando ancorada no porto de Sacavém, para não se ver atacado pela esquadra castelhana de Sánchez de Tovar, manobra táctica que deu resultado, já que, como escreveu Fernão Lopes na sua Crónica de el-rei D. Fernando, o amontado da frota anglo-lusa no estuário do Tejo, na foz do rio de Sacavém, causou um aparatoso efeito dissuasor sobre os castelhanos, de tal forma que «quando chegaram ante a cidade, acharom o mar desembargado de navios, e souberom como todos jaziam em Sacavem; e quando allá forom e virom o rio guardado e as naos estar d'aquela guisa, tornarom-se, e nom acharom em que fazer damno segundo seu desejo, e forom-se pera Sevilha». A 13 de Dezembro desse mesmo ano, rumou de novo a Inglaterra.

## Duque de Iorque
Em 6 de Agosto de 1385, Edmund foi elevado a duque de York.

### O Duque de Iorque de Shakespeare
Edmundo, o 1.º Duque de York é um personagem importante na peça de Shakespeare Richard II. Na peça, Edmundo renuncia seu cargo como assessor de seu sobrinho, Ricardo II, mas está relutante em trair o rei. Ele finalmente concorda ficar ao lado de Bolingbroke para ajudá-lo a recuperar as terras confiscadas por Ricardo após a morte do pai de Bolingbroke, João de Gante. Depois que Bolingbroke depõe Richard e é coroado Henrique IV, Edmundo descobre uma conspiração por seu filho, Aumerle para assassinar o novo rei. Edmundo expõe a trama, mas sua esposa Isabel convence Henrique a perdoar o filho.

## Casamento e descendência
Eduardo III planeara o casamento de Edmundo com Margarida Dampierre, herdeira do Condado da Flandres e viúva de Filipe de Rouvres, Duque da Borgonha. A união foi gorada pela recusa do Papa Urbano VI, francês, de conceder a dispensa necessária devido ao grau de parentesco entre os dois noivos. A primeira mulher de Edmundo foi então a Infanta Isabel, filha do rei Pedro I de Castela. Dela Edmundo teve dois filhos e uma filha. Seus varões viriam a representar um papel importante na Guerra das Rosas como líderes da facção de York.
- Eduardo de Norwich, 2.º Duque de Iorque
- Constança de York, Condessa de Gloucester
- Ricardo, 3.º Conde de Cambridge

Depois da morte de Isabel em 1392, Langley casou com sua prima Joana Holland, cujo bisavô Edmundo de Woodstock, 1.º Conde de Kent, foi o meio-irmão do avô de Langley, Eduardo II; ela e Langley foram, assim, ambos descendentes do rei Eduardo I. O casamento não produziu filhos.

## Final de vida
No fim de sua vida, em 1399, foi nomeado Lord Guardião de Marches por um curto período.
Edmundo de Langley morreu em sua cidade natal e foi enterrado lá na igreja dos frades mendicantes. Seu ducado passou para o seu filho mais velho, Eduardo.